# Wyoming (Ohio)
Wyoming és una població dels Estats Units a l'estat d'Ohio. Segons el cens del 2000 tenia 8.261 habitants.

## Demografia
Segons el cens del 2000, Wyoming tenia 8.261 habitants, 3.047 habitatges, i 2.404 famílies. La densitat de població era de 1.107,5 habitants/km².
Dels 3.047 habitatges en un 42,3% hi vivien nens de menys de 18 anys, en un 67,3% hi vivien parelles casades, en un 9,7% dones solteres, i en un 21,1% no eren unitats familiars. En el 19,3% dels habitatges hi vivien persones soles el 8,4% de les quals corresponia a persones de 65 anys o més que vivien soles. El nombre mitjà de persones vivint en cada habitatge era de 2,7 i el nombre mitjà de persones que vivien en cada família era de 3,11.
Per edats la població es repartia de la següent manera: un 30,6% tenia menys de 18 anys, un 4% entre 18 i 24, un 25% entre 25 i 44, un 26,2% de 45 a 60 i un 14,2% 65 anys o més.
L'edat mediana era de 40 anys. Per cada 100 dones de 18 o més anys hi havia 85,2 homes.
La renda mediana per habitatge era de 88.241 $ i la renda mediana per família de 103.089 $. Els homes tenien una renda mediana de 71.851 $ mentre que les dones 40.601 $. La renda per capita de la població era de 38.180 $. Aproximadament el 0,7% de les famílies i l'1,4% de la població estaven per davall del llindar de pobresa.

## Poblacions més properes
El següent diagrama mostra les poblacions més properes.